# Linia kolejowa Lipsk – Großkorbetha
Linia kolejowa Lipsk – Großkorbetha – zelektryfikowana dwutorowa magistrala kolejowa w Niemczech, w krajach związkowych Saksonia i Saksonia-Anhalt. Łączy Lipsk z linią Halle – Bebra w Großkorbetha.